# 台中市公車30路
台中市公車30路行駛自中台新村至第一廣場，由中鹿客運營運。本路線主要行使於南屯路。

## 歷史
- 2011年12月：仁友客運40路的司機，於i384 Facebook粉絲專頁舉辦網路人氣提名，並評選為臺中市優良公車「人氣」司機。[2]
- 2013年4月17日：40路因仁友客運財務狀況吃緊，致人車調度無法路線班次需求。交通局召開會議，初步決定由豐榮客運代駛台中市公車40路。[3]
- 2013年4月29日：40路路線公告釋出。[4]
- 2013年6月1日：仁友客運釋出40路，評選結果由豐榮客運接駛。[5]
- 2013年7月23日：40路調整發車時刻。[6]
- 2013年9月1日：30路調整發車時刻。
- 2013年12月1日：30路原直行南屯路至永春路路段改為南屯路－文心南路－永春東路－永春路。
- 2014年2月15日：40路「南屯郵局」站更名為「南屯向心路口」，並調整發車時刻。[7]
- 2014年3月5日：30路增停「永春東黎明路口」站。
- 2014年5月1日：40路「仁愛醫院（中正路）」站併入「第二市場（中正路）」站。[8]
- 2014年6月30日：30、40路「中山醫院（五權路）」站更名為「五權臺灣大道口」。
- 2015年7月8日：30路增設「第一廣場」（單邊設站，往嶺東科技大學方向）。[9]
- 2016年4月1日：30路調整為單循環路線（嶺東科技大學－仁友東站－嶺東科技大學），仁友東站端無發車時刻表。[10]
- 2014年7月1日：40路中台新村端動線調整為單循環，「中台新村」站變更為往仁友東站單邊設站，並增停往仁友東站之「中台溫泉路口」、「復興電臺」二單邊設站。[11]
- 2016年3月14日：40路為改善綠川東街交通紊亂情形，40路起點調整至干城站。[12]
- 2016年8月1日：30路「清真寺（南屯路）」更名「南屯文心路口」，「田心仔」更名為「田心仔（清真寺）」。
- 2016年10月29日：30路配合臺中市綠川排水環境營造計畫工程站位調整公告，仁友東站取消停靠，車站起訖點改為第一廣場。[13]
- 2017年4月1日：30路增設「星動銀河旅站」。
- 2018年11月1日：30路原「仁友停車場」端點取消停靠，並延駛至「中台新村」，新增停靠「中台溫泉路口」，並調整發車時刻。[13][14]
- 2019年3月1日：30路南屯文心路口改為單邊設站(往干城)。
- 2021年8月28日：40路改由中鹿客運接駛，五權路、南屯路段改行駛文心南路、五權西路。
- 2022年12月1日：中鹿客運代駛30路。
- 2024年7月1日：中鹿客運30路(代駛)及40路調整為30路及30副，原30路由中鹿客運接駛，原40路改為30副並調整為單循環路線，30路、30延、30副調整發車時刻。[15]

## 路線基本資料
全程行車里數約26.1公里，單向行車時間約40~50分，全程行車時間約80~90分鐘。
- 往嶺東方向從第一廣場起，沿著臺灣大道、五權路、南屯路、文心南路、永春東路、永春路、嶺東路、建功路、中台路、到中台新村。[16]
- 往車站方向從中台新村沿著中台路、建功路、嶺東路、永春路、永春東路、文心南路、南屯路、五權路、民權路、自由路、雙十路、綠川東街、臺灣大道到第一廣場。

### 時刻表
- 時刻表僅供參考，請以中鹿客運網站公告為準。時刻表更新時間為2024年7月1日。

| 台中市公車30路時刻列表 | 台中市公車30路時刻列表         |
| --- | ------------------------------ |
| 中台新村發車 | 第一廣場發車                   |
| 平日 05:30、05:50、07:00、07:40、09:03、09:40、10:50、12:05、13:05、14:05、14:50、15:10、16:10、16:45、17:00、18:50、20:45、22:10 假日 05:30、07:00、09:03、10:50、12:05、14:05、14:50、16:10、16:45、18:50、20:45、22:10 | 單循環路線，第一廣場後為返程。 |
| 台中市公車30延路時刻列表 |                                |
| 臺中區監理所（遊園路）發車 | 第一廣場發車                   |
| 平／假日 06:20、08:40、11:00、15:45、18:00 | 單循環路線，第一廣場後為返程。 |
| 台中市公車30副路時刻列表 |                                |
| 中台新村發車 | 干城站發車                     |
| 平日 05:40、06:00、07:10、07:50、09:10、10:00、11:00、13:20、15:00、15:20、16:50、17:10 假日 06:00、07:50、10:00、13:20、15:20、17:10                                                                                     | 單循環路線，干城站後為返程。   |

### 收費
- 一般市區公車（1～999、綠1～綠4）：依里程計費，收費費率為［2.431×搭乘里程數×（1+5%營業稅）］元。
  - 於基本里程8公里內票價為全票20元、半票11元。
  - 兒童、老人、身心障礙者及其陪伴者依規定半票收費，半票收費費率為原收費費率的一半。
  - 市民限定交通卡：前10公里免費，超過10公里部分票價比照收費費率，且上限為10元。
- 小黃公車（黃1～黃25）：免費。
- 幸福公車（梨山1）：票價比照臺中市計程車收費費率，持電子票證刷卡全程免費。
- 市民小巴（市民小巴1～市民小巴4）：票價比照一般市區公車收費費率，持電子票證刷卡全程免費。

### 停站
- 參見右側站牌路線圖，綠色路段表示行駛優化公車專用道。